# Dorcopsulus
Dorcopsulus es un género de marsupiales diprotodontos de la familia Macropodidae. Está relacionado al género Dorcopsis, y ambos comparten el nombre común de dorcopsis.

## Especies
El género Dorcopsulus incluye a las siguientes especies:
- Dorcopsulus macleayi
- Dorcopsulus vanheurni